# Антонович, Емельян Николаевич
Емелья́н Никола́евич Антоно́вич  (укр. Омелян Миколович Антонович; 1914—2008) — украинский юрист, меценат и общественный деятель, доктор права (1943). Почётный гражданин Львова и Долины

## Биография
Родился 6 февраля 1914 года в г. Долина в семье судебного урядника.
В 1924 году окончил начальную школу и два года учился в гимназии в Долине. В 1926 году, после вступительных экзаменов, был зачислен учеником третьего класса Украинской академической гимназии (г. Львов). C 1930 года продолжил обучение в гимназии г. Перемышля. В 1932 году поступил на правовой факультет частного Католического университета в Люблине.
Член ОУН с довоенных времён. Три года сидел в польской тюрьме, а также концлагере Заксенхаузен. Учился в Академической гимназии во Львове, гимназии в Перемышле, католическом университете в Люблине, Высшей торговой академии в Познани, Торговой академии в Берлине, на юридическом факультете Украинского университета в Праге.
В декабре 1949 году эмигрировал в США. С 1950 года жил в Вашингтоне. В 1951—1960 годах работал в иностранном представительстве УГОС в Вашингтоне. Одновременно 6 лет был главой Объединение украинцев Вашингтона.
С 1960 года занимался фермерством. В 1980 году вместе с женой Татьяной основывает Фонд Емельяна и Татьяны Антонович, созданный для поддержки украинской литературы и украинистики. Меценаты вложили средства в реконструкцию нового корпуса Бакалаврской библиотеки Киево-Могилянской академии, реставрацию зданий библиотеки имени Стефаника, строительство музея «Бойковщина» в Долине, оказывали поддержку престижной художественной премии, лауреатами которой становились Михайлина Коцюбинская, Вячеслав Брюховецкий, Николай Рябчук, Збигнев Бжезинский, Эмма Андиевская. В 2002 году за счет Антоновичей установлен монумент «Борцам за Украинское государство» в городе Долина. Тогда же Антоновичу было присвоено звание почетного гражданина города. Емельян Антонович стал первым победителем Национального конкурса «Благотворитель года» (2007) в номинации «Частное лицо».
Умер 28 февраля 2008 года во Львове.

## Награды
- Орден князя Ярослава Мудрого V степени (17 января 2008 года, Украина) — за весомый личный вклад в популяризацию исторических и современных достижений Украины в мире, формирование её позитивного международного имиджа и по случаю Дня Соборности Украины[3].
- Почётный гражданин Долины
- Почётный гражданин Львова (2004)

## Труды
- Емельян Антонович. Воспоминания. Киев, 1999 г.